# Ohlson har semester production
Ohlson har semester production är ett punkband som spelar snabb och glad punkrock. De har kontrakt med skivbolaget Beat Butchers, där bland annat band som Coca Carola, Asta Kask, Köttgrottorna, Varnagel, Sista skriket och Radioaktiva räker har släppt skivor. När Dennis Ohlsons band Dennis och de blå apelsinerna lades ner 1994 så startade Dennis "Ohlson har semester production" tillsammans med Nils Lundin och Andreas Wallström.
Namnet syftar på att (Dennis) Ohlson har tagit semester från Dennis och de blå apelsinerna och är taget från Hela Huset Skakars låt "Olsson", vilken finns på livekassetten 14 stillsamma visor och CD:n Ännu mer. Låten finns även på Dennis och de blå apelsinernas cover-EP "1 ".

## Diskografi
- 1998 - Flöjtmannen
- 2000 - Trumslagarpojken
- 2003 - Ett slag
- 2008 - Vapenskrammel och revolution

### Samlingar
- 2007 - Alla goda ting är kol